# دندي الغربية (دائرة انتخابية في المملكة المتحدة)
دندي الغربية  (بالإنجليزية: Dundee West)‏ هي إحدى الدوائر الانتخابية في المملكة المتحدة الممثلة في مجلس العموم في برلمان المملكة المتحدة.
عضو البرلمان الذي يمثلها حالياً هو :Mr Jim McGovern (Lab).